# Furttalstrasse
Die Furttalstrasse (Hauptstrasse 297 im Schweizer Strassensystem) ist eine Hauptstrasse in den Schweizer Kantonen Aargau und Zürich. Auf Teilstrecken wird sie auch «Landstrasse» und «Buchserstrasse» genannt. Der Aargauer Abschnitt ist die Kantonsstrasse 120.
Durch das Furttal verlief schon in der römischen Zeit eine Strasse, von der bei archäologischen Ausgrabungen Überreste zum Vorschein kamen; die Route verband die Ortschaften Aquae Helveticae und Vitudurum.

## Verlauf
Die Strasse beginnt im Aargauer Abschnitt des Limmattals an der Zufahrt «Wettingen» nordöstlich der A1/A3 westlich von Würenlos. Sie kreuzt die Hauptstrasse 295, die von Baden nach Zürich führt, und verläuft durch das Tal des Lugibachs zwischen den Bergen Greppe und Pfaffenbühl zur Kantonsgrenze. Die Strasse bildet am Äggebüel die Südgrenze der Landschaftsschutzzone «Lägerngebiet» des Bundesinventars der Landschaften und Naturdenkmäler von nationaler Bedeutung.
In der Zürcher Gemeinde Otelfingen heisst sie «Landstrasse» und überquert den Otelfinger Dorfbach. Bei einem Kreisel zweigt die Boppelserstrasse ab. Östlich des Dorfes führt die Brücke der ehemaligen Bülach-Baden-Bahn über die Hauptstrasse, die jedoch die Furttallinie nicht kreuzt.
Die Furttalstrasse durchquert danach das Industriegebiet von Otelingen, wo sie den Harberenbach überquert. Sie führt weiter gegen Osten als ehemalige Südumfahrung durch Buchs, wo die Dällikerstrasse abzweigt. Auf dem Gemeindegebiet von Regensdorf passiert die Strasse das Unterwerk Regensdorf von Swissgrid und SBB. Südlich der grossen Wohnsiedlung von Adlikon verläuft sie an der Erliwis vorbei zur Kreuzung mit der Wehntalerstrasse (Hauptstrasse 17).